# Legoland

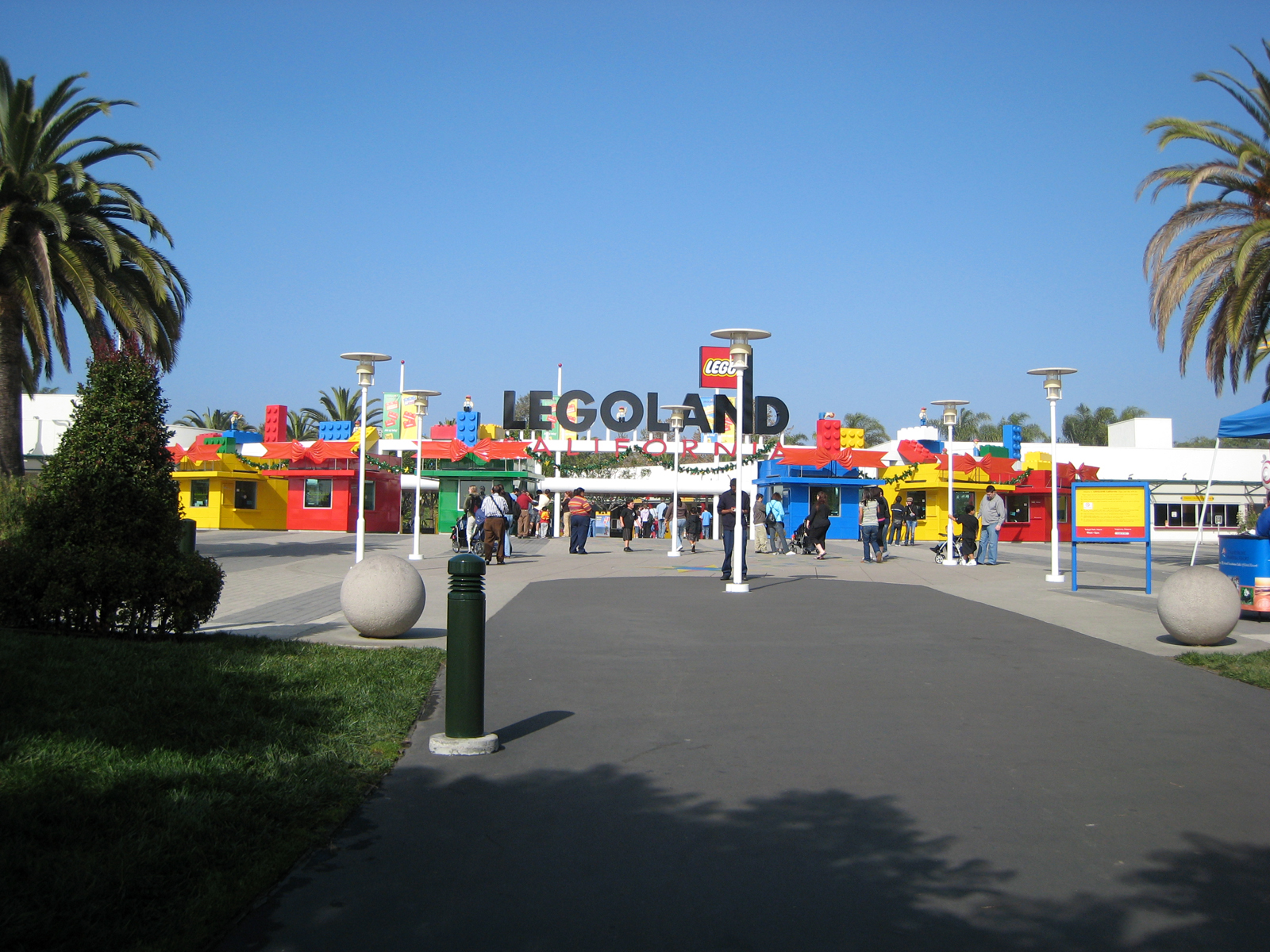
Entrada a un parque de Legoland.

Legoland (publicitado con mayúsculas, LEGOLAND) es una cadena de parques temáticos de LEGO. No son propiedad total del Grupo Lego, sino propiedad y operados por la empresa Merlin Entertainments. 
Legoland Billund abrió sus puertas en Billund, Dinamarca, en 1968, seguido por Legoland Windsor Resort, en Reino Unido en 1996. Otros parque abrieron subsecuentemente en California, Alemania, Malasia, Dubái y Japón. Futuros parques serán abiertos en Hong Kong y Corea del Sur. Se planea otro en el Condado Orange, Nueva York. 

## Parques
Actualmente, existen ocho parques Legoland, tres de ellos en Europa, cuatro en Asia y dos en Estados Unidos:
- Legoland Billund, Billund, Dinamarca.
- Legoland Windsor, Windsor, Reino Unido.
- Legoland Deutschland, Gunzburgo, Alemania.
- Legoland California, Carlsbad, Estados Unidos.
- Legoland Florida, Winter Haven, Florida, Estados Unidos.
- Legoland Malaysia, Nusajaya, Johor, Malasia.
- Legoland Dubai Resort, Dubái, Emiratos Árabes Unidos.
- Legoland Japan, Nagoya, Japón.
- Legoland Korea, Chuncheon, Corea del Sur

Cada parque está dividido por áreas temáticas, aunque existen varias que son comunes a todos ellos. Los parques están dirigidos a familias con niños pequeños, a pesar de lo cual, algunos de ellos tienen montañas rusas. 
Se caracterizan porque presentan reproducciones de edificios característicos o animales de LEGO y Duplo. Entre las reproducciones más importantes destacan el Memorial nacional Monte Rushmore, la Estatua de la Libertad, el Puerto de Copenhague o el Partenón de Atenas.
Existen también versiones reducidas del parque con atracciones de interior, los Legoland Discovery Centre.